# Sągole
Sągole [sɔŋˈɡɔlɛ] est un village polonais de la gmina de Kosów Lacki dans le powiat de Sokołów et dans la voïvodie de Mazovie, au centre-est de la Pologne.
Il se situe à environ de 12 kilomètres au sud de Kosów Lacki, 13 kilomètres au nord-ouest de Sokołów Podlaski et à 85 kilomètres à l'est de Varsovie.